# Battleground 2014
Battleground 2014 è stata la seconda edizione dell'omonimo evento in pay-per-view prodotto annualmente dalla WWE. L'evento si è svolto il 20 luglio 2014 al Tampa Bay Times Forum di Tampa (Florida).

## Storyline
Il 29 giugno, a Money in the Bank, John Cena ha conquistato il vacante WWE World Heavyweight Championship sconfiggendo Kane, Randy Orton, Roman Reigns, Alberto Del Rio, lo United States Champion Sheamus, Bray Wyatt e Cesaro in un Ladder match. Nella puntata di Raw del 30 giugno, Triple H ha annunciato che Cena avrebbe difeso il titolo contro Kane, Orton e Reigns in un Fatal 4-Way match a Battleground.
Nella puntata di Raw del 30 giugno è stato ufficializzato l'infortunio dell'Intercontinental Champion Bad News Barrett; di conseguenza lo stesso Barrett è stato privato del suo titolo intercontinentale, reso poi vacante e messo in palio a Battleground in una Battle Royal in cui vengono immediatamente inseriti Cesaro, The Great Khali, Kofi Kingston e Damien Sandow. Nella puntata di Main Event del 1º luglio vengono inseriti Dolph Ziggler, Rob Van Dam, Ryback, Curtis Axel e Big E. Nella puntata di SmackDown del 4 luglio è stata confermata la presenza di Alberto Del Rio e Bo Dallas, mentre nella puntata di Raw del 7 luglio sono stati aggiunti Fandango e lo United States Champion Sheamus. Una settimana dopo sono stati inseriti nel match Sin Cara, The Miz, Titus O'Neil, Xavier Woods, Zack Ryder, Heath Slater, R-Truth, Adam Rose e Diego. Il 16 luglio, Adam Rose e Fandango sono stati tuttavia estromessi dalla Battle Royal e inseriti in un match nel Kick-off di Battleground, mentre Rob Van Dam non ha infine potuto parteciparvi per infortunio.
Il 30 giugno, a Raw, Chris Jericho ha fatto il suo ritorno in WWE; salvo poi essere attaccato dalla Wyatt Family (Bray Wyatt, Luke Harper e Erick Rowan), In seguito, l'8 luglio, è stato annunciato un match tra Jericho e Wyatt per Battleground.
Il 29 giugno, a Money in the Bank, Paige ha difeso con successo il Divas Championship contro Naomi; tuttavia, la sera seguente, Paige ha perso il titolo femminile a favore della rientrante AJ Lee. In seguito è stato annunciato che AJ avrebbe difeso il titolo contro Paige a Battleground.
A Money in the Bank, gli Usos (Jey Uso e Jimmy Uso) hanno difeso con successo il WWE Tag Team Championship contro i due membri della Wyatt Family, Luke Harper e Erick Rowan. Dopo che Harper e Rowan hanno sconfitto gli Usos in due match non titolati, nell'edizione di SmackDown dell'11 luglio è stato annunciato un 2-out-of-3 Falls match per i titoli di coppia tra i due tag team per Battleground.
Il 1º giugno, a Payback, lo Shield (Dean Ambrose, Seth Rollins e Roman Reigns) ha sconfitto l'Evolution (Triple H, Batista e Randy Orton) in un No Holds Barred Elimination match. Nella puntata di Raw del 2 giugno, dopo che Batista ha abbandonato la WWE, Triple H è ricorso al cosiddetto "Piano B" per distruggere lo Shield; difatti Rollins ha effettuato un turn heel attaccando Ambrose e Reigns, sciogliendo dunque lo Shield e alleandosi allo stesso tempo con l'Authority. Nelle settimane successive la rivalità tra Ambrose e Rollins si è intensificata; raggiungendo il suo culmine a Money in the Bank dopo che Rollins (aiutato da Kane) ha vinto il Money in the Bank Ladder match a discapito dello stesso Ambrose. In seguito, il 12 luglio, è stato annunciato un match tra Ambrose e Rollins per Battleground.
Il 30 giugno, a Raw, Jack Swagger e Zeb Colter hanno confrontato Rusev e Lana per via delle loro parole di disprezzo a riguardo della popolazione americana. Swagger ha poi sfidato Rusev ad un match per Battleground; sfida che è stata poi accettata da quest'ultimo nella puntata di Raw del 14 luglio.
Viste le recenti liti on-screen, le Funkadactyls (Cameron e Naomi) hanno deciso di porre fine alla loro collaborazione, andando l'una contro l'altra in un match previsto nel Kick-off dell'evento.

## Risultati
| #       | Incontri                                                                  | Stipulazioni                                                           | Durata |
| ------- | ------------------------------------------------------------------------- | ---------------------------------------------------------------------- | ------ |
| Kickoff | Adam Rose (con Layla e Summer Rae) ha sconfitto Fandango                  | Single match                                                           | 02:08  |
| Kickoff | Cameron ha sconfitto Naomi                                                | Single match                                                           | 03:19  |
| 1       | Gli Usos (c) hanno sconfitto la Wyatt Family                              | Two-out-of-three falls tag team match per il WWE Tag Team Championship | 18:50  |
| 2       | AJ Lee (c) ha sconfitto Paige                                             | Single match per il WWE Divas Championship                             | 07:10  |
| 3       | Rusev (con Lana) ha sconfitto Jack Swagger (con Zeb Colter) per count-out | Single match                                                           | 09:47  |
| 4       | Chris Jericho ha sconfitto Bray Wyatt                                     | Single match                                                           | 15:00  |
| 5       | The Miz ha vinto eliminando per ultimo Dolph Ziggler                      | Battle royal per il WWE Intercontinental Championship                  | 14:18  |
| 6       | John Cena (c) ha sconfitto Kane, Randy Orton e Roman Reigns               | Fatal four-way match per il WWE World Heavyweight Championship         | 18:15  |